# میگوی طلایی
میگوی طلایی (نام علمی: Caridina spinata) نام یک گونه از فروراسته میگوهای اصلی است.